# Moschee in stile sudanese nel nord della Costa d'Avorio
Moschee in stile sudanese nel nord della Costa d'Avorio, dal 2021 è un sito incluso nel patrimonio dell'umanità dell'UNESCO in Costa d'Avorio.

## Descrizione
Le otto piccole moschee in mattoni, a Tengréla, Kouto, Sorobango, Samatiguila, M'Bengué, Kong e Kaouara sono caratterizzate da travi sporgenti, contrafforti verticali coronati da ceramiche o uova di struzzo e minareti affusolati. Presentano un'interpretazione di uno stile architettonico che si pensa abbia avuto origine intorno al XIV secolo nella città di Djenné, allora parte dell'Impero del Mali, che prosperò grazie al commercio di oro e sale attraverso il deserto del Sahara fino al Nord Africa. In particolare dal XVI secolo, lo stile si diffuse a sud dalle regioni desertiche nella savana sudanese, diventando più basso e sviluppando contrafforti più robusti in risposta al clima più umido. Le moschee sono le meglio conservate di 20 di questi edifici che rimangono in Costa d'Avorio, dove ne esistevano centinaia all'inizio del XX secolo.
Il caratteristico stile sudanese delle moschee, specifico della regione della savana dell'Africa occidentale, si sviluppò tra il XVII e il XIX secolo quando commercianti e studiosi si diffusero a sud dell'Impero del Mali, estendendo le rotte mercantili transahariane nell'area forestale. Presentano testimonianze molto importanti del commercio transahariano che ha facilitato l'espansione dell'Islam e della cultura islamica e riflettono una fusione di forme architettoniche islamiche e locali in uno stile altamente distintivo che è persistito nel tempo.